# Ахатов, Габдулхай Хурамович
Габдулха́й Хура́мович Аха́тов (тат. Габделхәй Хурам улы Әхәтов; 8 сентября 1927, Старое Айманово, Старо-Аймановский сельсовет, Поисевская волость, Мензелинский кантон, Татарская АССР, РСФСР, СССР — 25 ноября 1986, Брежнев, Татарская АССР) — советский филолог, лингвист-тюрколог, востоковед, доктор филологических наук (1965), профессор (1970), член Советского комитета тюркологов, деятель культуры. Внёс весомый вклад в исследование диалектов и лексикологических особенностей тюркских языков, главным образом, татарского, в становление и развитие фразеологических исследований.
Организатор науки и высшего образования в СССР: создатель и первый заведующий кафедр татарского языка и литературы в ряде государственных университетов и педагогических институтов страны в местах компактного проживания татар, председатель специализированных советов по защите докторских и кандидатских диссертаций, председатель экспертных групп по филологическим наукам ВАК СССР, научный руководитель и консультант по докторским и кандидатским диссертациям по филологическим специальностям.
Подготовил более 40 докторов и кандидатов наук, опубликовал около 200 научных трудов.
Основатель современной татарской диалектологической научной школы и казанской фразеологической научной школы.

## Место в науке и направления исследований
В лингвистике имя Г. Х. Ахатова, учёного, широко известного в тюркском мире, занимает особо значимое место.
Научные труды профессора Г. Х. Ахатова были отмечены на XIII Международном конгрессе лингвистов (Токио, 1982) как лучшие в мировой лингвистике за период 1977—1981 гг., награждены почётными дипломами и грамотами.
Фундаментальные научные труды профессора Г. Х. Ахатова были приобретены и хранятся в крупнейших библиотеках мира: в США, Великобритании, Германии, Японии, Франции, Саудовской Аравии, Объединённых Арабских Эмиратах, Израиля и др. Многие труды переведены и изданы за рубежом.

### Вклад в лингвистику
Г. Х. Ахатов внёс особый вклад в комплексное изучение диалектов и говоров татарского языка, причём с сравнении с другими языками: тюркскими, финно-угорскими, а также индоевропейскими.
Полагая, что в основе татарского национального языка лежит средний диалект, Г. Х. Ахатов всё же подчёркивает, что „было бы ошибкой полагать, что современный татарский литературный язык может быть отождествлён со средним диалектом. Вовсе не так. Здесь речь идёт лишь об опорном, концентрирующем диалекте в образовании татарского национального языка“.
В своей диалектологической классификации Г. Х. Ахатов даёт описание специфических особенностей фонетической системы, морфологии, грамматического строя всех говоров среднего диалекта. В этом диалекте им выделены следующие основные говоры: заказанский; мензелинский; барангинский; дюртилинский; туймазинский; кигинский; бардымский; нукратский; камашлинский; касимовский; говор крещённых татар.
Мишарский диалект татарского языка профессор Г. Х. Ахатов подразделяет в своей диалектологической классификации на три группы говоров: „цокающая“ группа говоров; „чокающая“ группа говоров; „смешанная“ группа говоров.
По данным Г. Х. Ахатова „смешанная“ группа говоров характеризуется почти параллельным употреблением Ч (тч) с ярко выраженным взрывным элементом и Ц, например: пытчак, пыцак (пычак — нож). Поэтому учёный выделил два говора (кузнецкий и хвалынский) в отдельную группу говоров мишарского диалекта и назвал „смешанной“.
В рамках данной классификации профессор Г. Х. Ахатов разработал и обосновал диалектологическую классификацию татарского языка, представив её в „Татарской диалектологии“ (1984), явившейся первым фундаментальным учебником в Советском Союзе в области татарской диалектологии.
Изучая фонетические особенности говора местного населения Сибири Г. Х. Ахатов первым среди учёных открыл в речи сибирских татар такое явление, как цоканье, которое, по его мнению, было приобретено сибирскими татарами от половцев. В своём классическом фундаментальном научном труде „Диалект западносибирских татар“ (1963) Г. Х. Ахатов представил материалы по территориальному расселению тоболо-иртышских татар в Тюменской и Омской областях. Подвергнув всестороннему комплексному анализу фонетическую систему, лексический состав и грамматический строй, учёный пришёл к выводу, что язык сибирских татар представляет собой один самостоятельный диалект, он не делится на говоры и является одним из древнейших тюркских языков.
Г. Х. Ахатов первый среди учёных всесторонне и полно исследовал язык древних орхоно-енисейских памятников относительно лексической и грамматической общности с тюркскими языками народов Сибири, в частности, с языком сибирских татар (1955—1965). Позже в октябре 1975 г. профессор Г. Х. Ахатов на основе самостоятельных многолетних научных исследований выступил с научным докладом „Некоторые следы языка орхоно-енисейских памятников в диалекте западносибирских татар“ на Всесоюзном совещании по общим вопросам диалектологии и истории языка, в котором обосновал лексическую и отчасти грамматическую общность диалекта — языка западносибирских татар и языка орхоно-енисейских памятников.
Г. Х. Ахатов комплексно исследовал особенности в употреблении аффиксов словообразования в диалекте западносибирских татар в сравнении с другими тюркскими языками, особенности в аналитическом словообразовании, в области имён существительных, имён числительных, местоимений, глаголов, деепричастий и синтаксические особенности диалекта. Рассматривая особенности аффиксов словообразований, он пишет, что „в отношении состава аффиксов словообразования диалект заметно не отличается от литературного языка“. Однако здесь же учёный замечает, что имеются „аффиксы, характерные только для данного диалекта, а также аффиксы, отличающиеся от таковых литературного языка, и, наконец, аффиксы, общие для диалекта и литературного языка, но там и здесь употребляющиеся своеобразно“.
Г. Х. Ахатов впервые фундаментально исследовал фонетические особенности языка сибирских татар в монографии „Язык сибирских татар. Фонетические особенности“ (Г. Х. Ахатов, 1960).
В фонетике языка Г. Х. Ахатовым было выделено 11 особенностей, в том числе, ясное неогубленное „а“ в первом слоге слова, как в казахском языке и некоторых диалектах башкирского, явления тотального оглушения звонких согласных, связанные с угорским субстратом. 9 гласных звуков составляют систему вокализма, имеются восходящие и нисходящие дифтонги. Цоканье по мнению Г. Х. Ахатова также является одной из основных фонетических особенностей языка татарского населения Западной Сибири.
| подъём\ряд | передний | задний |
| верхний    | ү и      | у      |
| средний    | е ө      | о ы    |
| нижний     | ә        | а      |

Г. Х. Ахатов — автор первого в Советском Союзе официального учебника по татарской диалектологии (утверждён в качестве учебника на заседании Государственной комиссии СССР).
Профессор Г. X. Ахатов, как делегат II Всесоюзной тюркологической конференции (сентябрь 1976 г., Алма-Ата), созванной Советским комитетом тюркологов при АН СССР и Академией наук Казахской ССР под эгидой Отделения литературы и языка и Отделения истории АН СССР, выступил с научным докладом, в котором обосновал, что ц- (соответствующий общетюрк. ч-), встречающийся в диалектах западносибирских и мишарских татар, в среднебашкирском диалекте, в черекском и хуламо-безенгийском диалектах балкарского языка, в южной группе азербайджанских диалектов, не является заимствованным звуком, а возник на чисто артикуляционной основе.
Г. Х. Ахатов впервые дал полное и всестороннее описание фразеологических выражений татарского языка. Является автором первого в СССР „Фразеологического словаря татарского языка“ (1982).
Учёный также является автором большого количества учебников, учебных пособий, методических указаний и учебных образовательных программ, обязательных для обучения студентов высших учебных заведений по соответствующим специальностям.

### Классификация тюркских языков по Г. Х. Ахатову через призму теории алтайской языковой семьи
По мнению Г .Х. Ахатова, предполагаемая алтайская языковая семья включает в себя тюркскую, монгольскую, тунгусо-маньчжурскую и японо-рюкюскую языковые ветви, а также корейский язык. Являясь апологетом теории алтайской языковой семьи, разработал свою классификацию тюркских языков и диалектов, используя оптимизированные лингвистические методы исследований в анализе языковых особенностей и их общности в контексте исторического развития прототюркского субстрата. По мнению учёного, тюркские языки безусловно входят в алтайскую семью языков.

Профессор Г. Х. Ахатов во время чтения лекции по ареальной лингвистике студентам и аспирантам университета (мастер-класс). Уфа, 1979

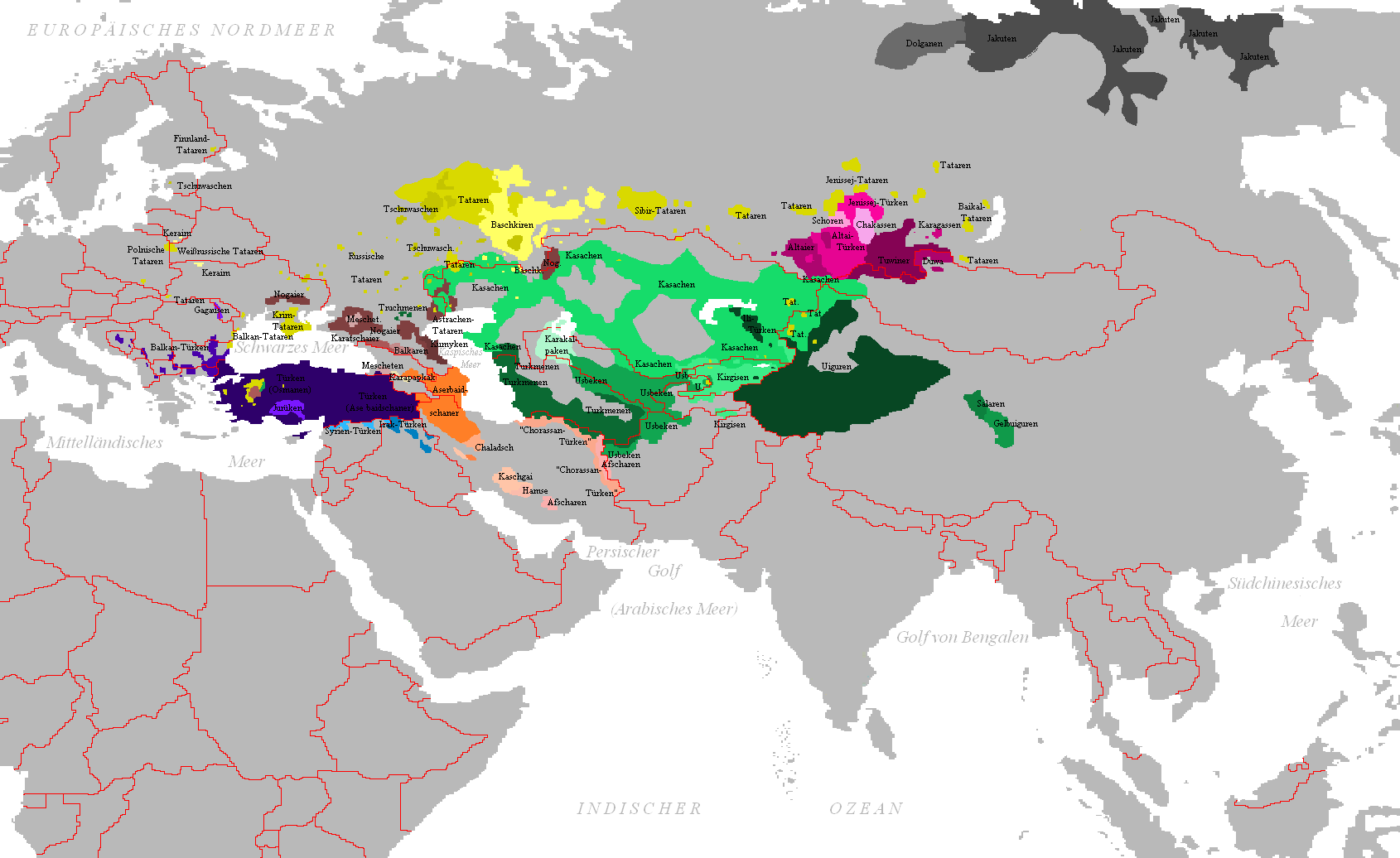
Профессор Г. Х. Ахатов классифицировал языки тюркских народов мира. Карта расселения тюркских народов

Делегаты Всесоюзной научной лингвистической конференции. Профессор Г. Х. Ахатов — в начале первого ряда. Казань, 1980

Мегагруппа (ветвь) тюркских языков алтайской семьи языков (по Г. Х. Ахатову):
1. Кыпчакская группа
  1. Кыпчакско-булгарская субгруппа
    1. Татарский язык
    2. Язык (диалекты) сибирских татар
    3. Башкирский язык

  2. Алано-скифская субгруппа
    1. Карачаевский язык
    2. Балкарский язык
    3. Северные диалекты крымскотатарского языка

  3. Арало-каспийская субгруппа
    1. Казахский язык
    2. Киргизский язык
    3. Каракалпакский язык
    4. Ногайский язык
2. Булгарская группа
  1. Булгарско-чувашская субгруппа
    1. Чувашский язык
3. Кыпчакско-среднеазиатская группа
  1. Кыпчакско-уйгурская субгруппа
    1. Узбекский язык
    2. Уйгурский язык
4. Огузская группа
  1. Огузско-османская субгруппа
    1. Турецкий язык
    2. Азербайджанский язык
    3. Саларский язык
    4. Гагаузский язык (Молдавия)
    5. Южные диалекты крымскотатарского языка

  2. Огузско-туркменская субгруппа
    1. Гагаузский язык
    2. Кумыкский язык
    3. Туркменский язык
5. Сибирско-алтайская группа
  1. Якутская субгруппа
    1. Якутский язык
    2. Долганский язык

  2. Карагасско-тувинская субгруппа
    1. Тувинский язык

  3. Хакасская субгруппа
    1. Хакасский язык
    2. Кюринский язык
    3. Шорский язык
    4. Северный диалекты алтайского языка
    5. Сары-уйгурский язык (язык „жёлтых уйгуров“)
    6. Фуюйско-кыргызский язык

  4. Алтайская субгруппа
    1. Южные диалекты алтайского языка

Как видно, татарский и башкирский языки Г. Х. Ахатов ассоциативно объединил в кыпчакско-булгарскую субгруппу (подгруппу) кыпчакской группы. В то же время язык сибирских татар он дифференцирует на два больших диалекта татарского языка: западносибирский и восточносибирский — c учётом их более обособленного характера по отношению к другим диалектам татарского языка и выделяет их в отдельную позицию, обосновывая тем самым реальность татарского языкового кластера.
Общность субгруппы кыпчакской группы языков в фонетике, по мнению учёного, заключается в наличии в ней характерного вокализма, состоящего из девяти гласных, которые по своему характеру ближе к системе гласных булгарско-чувашской субгруппы булгарской группы, куда отнесён чувашский язык, и отличаются от него лишь отсутствием в коренных словах звука, соответствующего русскому е (э), и наличием вместо него звука ə, а также специфической артикуляцией гласных неполного образования ы' и е', о' и ö'. В области же консонантизма языки кыпчакско-булгарской субгруппы кыпчакской группы отличаются от булгарско-чувашской субгруппы булгарской группы отсутствием палатализованных вариантов согласных фонем, которые имеют место в чувашском языке (п, п'; б, б'; т, т'; д, д' и пр.), и отсутствием таких согласных фонем, как ç, которая замещается либо й, либо ж, либо дж, и фонемы в, которая ранее отсутствовала в языках кыпчакско-булгарской субгруппы кыпчакской группы.

### Диалектологический атлас татарского языка Г. Х. Ахатова
Г. Х. Ахатов разработал методологию геолингвистического картирования и на основе данных собственных лингвистических экспедиций в Сибири составил первый в мировой науке диалектологический атлас татарского языка — серию диалектологических карт (1965). Диалектологические карты были составлены учёным, исходя из комплексного изучения лингвистического ландшафта языка (территориального распространения диалектных различий) и присущих ему закономерностей. Одновременно был учтён генетический подход, так как современные явления в разной степени являются результатом исторического развития лингвистических особенностей тюркских языков. Были учтены как архаизмы, так и инновации в диалектах (говорах), различия диалектных явлений и элементов в фонетике, морфологии и лексике татарского языка. Произведено картографирование членов диалектных явлений, их ареалов, ограниченных изоглоссами.

### Философия и теория языка
Кроме фундаментальных научных трудов в области диалектологии тюркских языков, лексики и фразеологии татарского языка, в научном активе профессора Г. Х. Ахатова находятся научные исследования по общей теории языка. Так, он опубликовал фундаментальную научную работу об основных признаках парных слов, открыл и всесторонне исследовал природу двойного отрицания в тюркских языках, а также открыл и сформулировал закон спаривания в тюркских языках.
В последние месяцы жизни Ахатов плотно занимался проблемами структурной лингвистики такими, как лингвистическое моделирование информации. Также учёный ратовал за широкое использование компьютеризации при проведении научных исследований в области лингвистики.

### Литературоведческие лингвистические исследования
Г. Х. Ахатов исследовал лингвистические особенности поэтического творчества знаменитого татарского поэта Габдуллы Тукая, выдающегося татарского советского поэта Героя Советского Союза, лауреата Ленинской премии Мусы Джалиля, выдающегося писателя Г. Ибрагимова. и др.
Также Ахатов подверг семантическому исследованию тексты Корана.
В частности, исследуя лингвистическое значение актуального для Корана слова «сура», Г. Х. Ахатов выдвинул ряд предположений:
- данное слово означает упрощённую форму слова «сура», произносимого с согласным звуком хамза (ء), и означающего «объедки» или «остатки пищи на посуде», потому что сура Корана считается как бы отдельным его куском/отдельной частью. Однако этому предположению, как установил профессор Г. Х. Ахатов, есть серьёзное препятствие: написание буквы хамза изобрёл спустя 2 века после появления Корана Халиль ибн Ахмад аль-Фарахиди, взяв за основу букву «айн» (ع) и придумав хамзу (ء).
- слово «сура» происходит от корня «сур», что может означать «ограждение» и «крепостная стена». То есть суры прочно охраняют, ограждают айаты и объединяют их в одно целое.
- слово «сура» может происходить от слова «савор», от арабизированного персидского слова «даствара — дастбанд» («браслет»). Испокон веков браслет считался символом вечности, непрерывности, цельности и нравственности, и, исходя из этого сура как бы крепко окольцовывает айаты Священного Корана духовной нравственностью.
- слово «сура» нередко обозначает высокий статус, высочайшее положение. Божественное слово даже в пределах одной суры обладает высочайшим положением.
- слово «сура» вполне могло быть производным от слова «тасаввур» в значении слова «восхождение»: айаты суры создают духовное восхождение.

В результате комплексного лингвистического и сравнительно-исторического анализа профессор Г. Х. Ахатов пришёл к выводу, что слово «сура» в лингвистическом смысле имеет не какое-либо одно, а полифоническое (многозначное) значение, то есть, по мнению учёного, «сура» — это глава Корана, которая выполняет не только разделительные функции «высокими стенами», ранжируя текст, но в большей степени несёт на себе «архитектурные» — духовно-энергетически функции, которые способствуют формированию особой внутренней духовной энергии верующих при чтении айатов.

## Биография

### Детство и юность
Родился 8 сентября 1927 года в селе Старое Айманово Мензелинского кантона Татарской АССР (ныне Актанышский район Татарстана). В настоящее время одна из улиц Старого Айманова названа именем Габдулхая Ахатова.
Родители занимались земледелием. Отец, Хурамов Ахат Хурамович (1893—1970), был одним из организаторов колхоза.
Первоначальное образование получил в своей родной деревне. Среднее образование получил в Поисеевской средней школе, в райцентре, в то время называвшемся Калининским. Зимой учился, а летом работал в колхозе. С 14 лет — бригадир в колхозе. Среднюю школу окончил только на «отлично», с золотой медалью
Будучи школьником увлекался математикой. В 1946 году поступил на отделение математики Казанского государственного университета. Однако, из-за серьёзной болезни матери ещё до первой студенческой сессии вынужден был покинуть университет и уехать в свой район. С 1946 по 1947 год находится на комсомольской работе в Калининском РК ВЛКСМ. Помимо основной работы он начинает увлекаться лингвистикой и поэзией. Начинает писать первые стихи и эссе.
В 1947 году поступил на отделение татарского языка и литературы историко-филологического факультета Казанского государственного педагогического института (ныне — Институт филологии и искусств Казанского федерального университета).

### Карьера

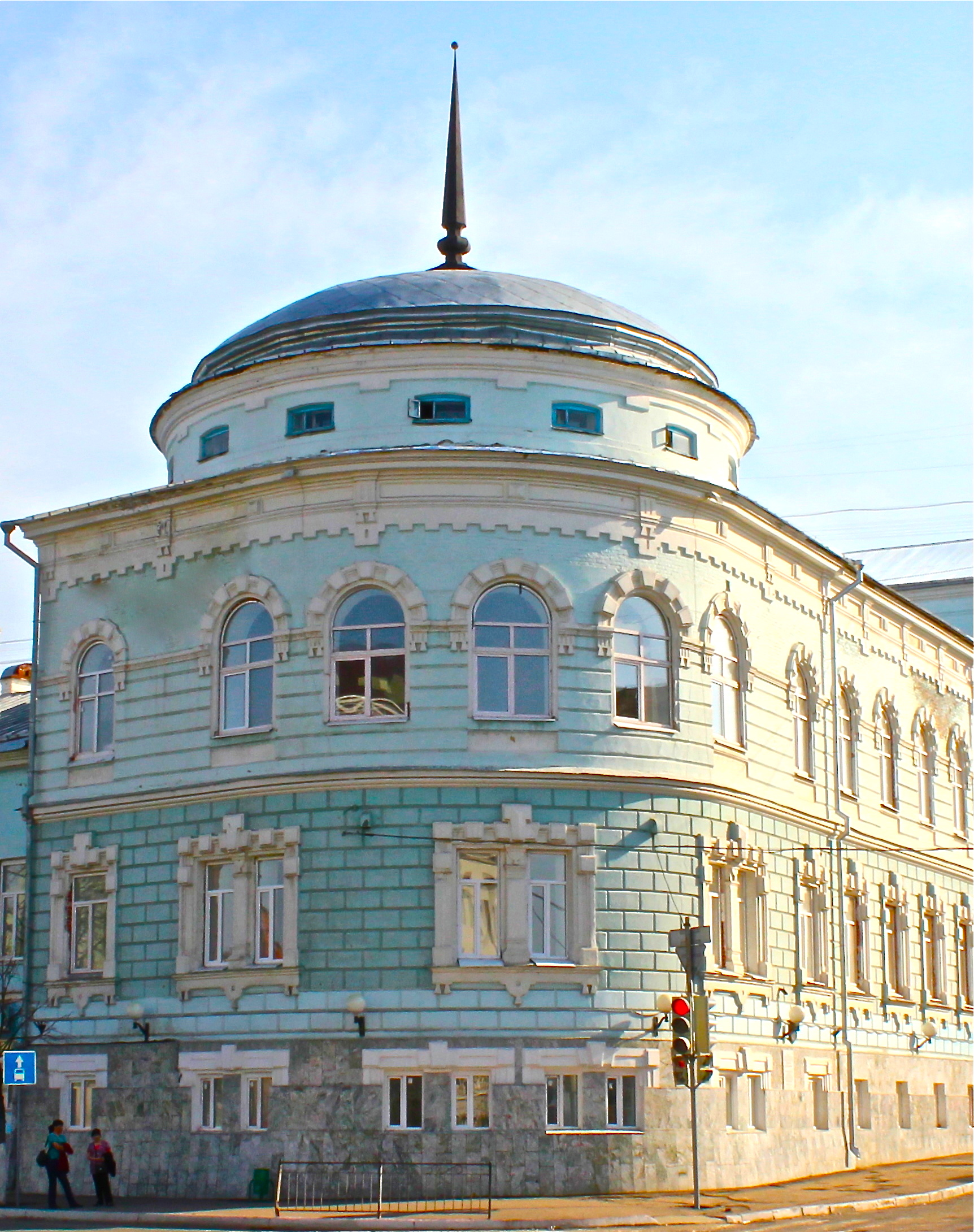
Альма-матер профессора
Г. Х. Ахатова

После окончания института с красным дипломом (с отличием) Г. X. Ахатова оставили в аспирантуре при кафедре татарского языка, которую он окончил в 1954 году с защитой кандидатской диссертации на тему «Фразеологические выражения в татарском языке». Первый официальный оппонент Б. А. Серебренников писал о его диссертации:

Оригинальность и новизна работы Г. X. Ахатова состоит прежде всего в том, что он первый среди татарских языковедов, дал теоретически стройное и систематическое описание фразеологических выражений татарского языка. Диссертация Г. X. Ахатова выгодно отличается от многих диссертаций, которые у нас пишут по тюркским языкам тем, что её автор вторгается в совершенно новую область татарского языкознания.— Член-корреспондент АН СССР профессор Б. А. Серебренников
23 августа 1951 года женился на Розе Деминовой, заканчивавшей отделение русского языка и литературы, и был направлен Министерством просвещения РСФСР на работу в Тобольский государственный педагогический институт, где 26-летний доцент Габдулхай Ахатов организовал новую кафедру татарского языка и литературы. Г. Х. Ахатов организовал не только преподавание студентам татарского языка и литературы, но и работу по изучению диалектов сибирских татар. Преподаватели кафедры татарского языка и литературы под руководством Г. Х. Ахатова также оказывали помощь коллективам национальных школ, изучали и обобщали опыт обучения и воспитания школьников в традициях этнопедагогики сибирских татар. В должности заведующего кафедрой татарского языка и литературы проработал до конца 1957—1958 учебного года. В 1955 году в молодой семье Ахатовых родилась дочь Аида, а в 1957 году сын Айдар.
В 1958 году с своей семьёй переехал в Уфу по приглашению ректората вновь открывшегося Башкирского государственного университета, в котором по его инициативе была образована кафедра татарского языка и литературы. После объявления конкурса на заведующего данной кафедрой он на альтернативной основе был избран на эту должность, став первым заведующим этой кафедрой в истории университета. В короткие сроки сформировал состав кафедры и определил её деятельность. В Башкирском государственном университете в должности зав. кафедрой проработал беспрерывно 27 лет. Неоднократно избирался секретарём парткома филологического факультета университета. В 1965 году в возрасте 37 лет на основе собственных научных исследований первым среди советских языковедов защитил докторскую диссертацию по диалекту западно-сибирских татар. В 1970 году утверждён в учёном звании профессора.
В течение более десяти лет был председателем специализированных советов по защите докторских и кандидатских диссертаций на соискание соответствующих учёных степеней по филологическим наукам.

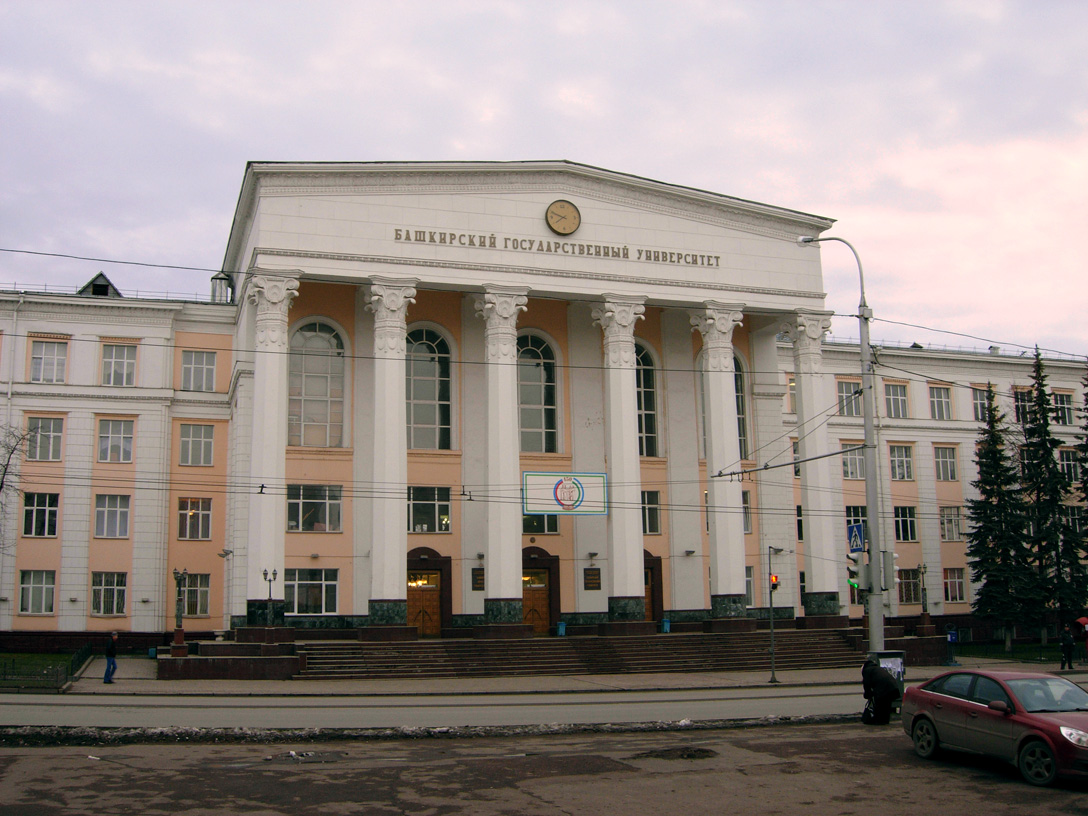
В главном здании Башкирского государственного университета работал профессор Г. Х. Ахатов — основатель и первый заведующий кафедрой татарского языка и литературы, бессменно находясь на этом посту 27 лет: 1958—1985

Г. Х. Ахатов был основным инициатором образования при Академии наук СССР Советского комитета тюркологов. Это предложение было поддержано крупным тюркологом членом-корреспондентом АН СССР А. Н. Кононовым, который обратился с этим вопросом в Президиум Академии наук СССР. После образования Советского комитета тюркологов Президиум Академии наук СССР утвердил А. Н. Кононова его председателем, а Г. Х. Ахатова членом Советского комитета тюркологов.
В 1982 году по приглашению руководства республики и по согласованию с Министерством высшего и среднего специального образования РСФСР профессор Г. X. Ахатов возвращается в Татарстан, в город Брежнев (ныне Набережные Челны), для учреждения в городе педагогического института. Уже за первые успехи в организации образовательного и культурного строительства ему было присвоено почётное звание «Ударник строительства КАМАЗа».
Научная деятельность Г. Х. Ахатова получила признание среди учёных России, СНГ и дальнего зарубежья. Его перу принадлежит целый ряд фундаментальных научных работ, представляющих собой вклад в развитие мировой тюркологии.
За подготовку высококвалифицированных кадров и успешную научную работу Министром высшего и среднего специального образования СССР был награждён почётным знаком «За отличные успехи в области высшего образования СССР» (1982).
Габдулхай Ахатов был организатором и руководителем ряда диалектологических экспедиций.
Габдулхай Ахатов был полиглотом: знал свободно десятки иностранных языков.

## Высказывания современников: учёных и деятелей культуры
Н. А. Баскаков,

Делегация ученых и деятелей культуры во главе с профессором Г. Х. Ахатовым (слева) на встрече с семьей Мусы Джалиля в день 70-летия со дня его рождения (в центре — вдова поэта Амина ханум с дочерью Чулпан и др. членами семьи). Казань, Музей-квартира М. Джалиля, 15.02.1976.

доктор филологических наук, профессор, заслуженный деятель науки РСФСР, член-корреспондент Финно-угорского общества (Финляндия), почётный член Урало-алтайского общества (Германия), Азиатского королевского общества Великобритании и Ирландии , Общества ориенталистов (Венгрия), Общества польских ориенталистов:

«Габдулхай Ахатов, безусловно, один из столпов современной тюркологической науки. Он был первым среди лингвистов-тюркологов, кто комплексно и всесторонне исследовал диалекты и фразеологические особенности татарского языка во взаимодействии и взаимосвязи с другими тюркскими языками, в контексте сравнительно-исторического изучения тюркских языков. Эти работы получили широкое мировое признание и вошли в университетские учебники, изданные не только в нашей стране, но и за рубежом».
— Профессор Г. Х. Ахатов: жизнь и творчество - "Татароведение" - MTSS, г. Москва
Ф. П. Филин,
член-корреспондент АН СССР, лауреат Ленинской премии, директор Института языкознания АН СССР, директор Института русского языка АН СССР:

«„Профессор Габдулхай Хурамович Ахатов — выдающийся учёный, гордость советской лингвистики.“
— Научный подвиг лингвиста  (К 85-летию со дня рождения профессора Г. Х. Ахатова) // г-та "Республика Татарстан", 14.09.2012, г. Казань
Роберт Миннуллин,
народный поэт Татарстана, Лауреат Международной литературной премии им. Х. К. Андерсена, Государственной премии Республики Татарстан им. Г. Тукая, Премии им. Мусы Джалиля, Премии Республики Башкортостан им. Фатыха Карима, кандидат филологических наук, председатель постоянной Комиссии по культуре и национальным вопросам Государственного Совета (Парламента) Республики Татарстан, народный депутат Республики Татарстан:

„Профессор Габдулхай Хурамович Ахатов по праву относится к числу видных татарских ученых-филологов. Его научная и педагогическая деятельность оставила глубокий след в науке. Фундаментальные труды в области тюркологии, татарской диалектологии, исторической фонетики, лексики и семасиологии, стилистики и истории татарского литературного языка навсегда вписали его имя в историю научной мысли татарского народа.“
— Его судьбой было слово...// г-та "Республика Татарстан", 23.09.1997, г. Казань

## Основные научные труды

Диалектологическая карта № 3 — из Диалектологического атласа татарского языка (Г. Х. Ахатов, 1965)

- Фразеологические выражения в татарском языке». — К.: Изд-во Казанского гос. университета, 1954. (в соавторстве — с Фазлуллиным М. А.).
- Вопросы методики преподавания татарского языка в условиях восточного диалекта" (монография). Тобольск, 1958.
- Язык сибирских татар. Фонетические особенности" (монография). Уфа, 1960.
- Об этногенезе западно-сибирских татар".- Сб."Вопросы диалектологии тюркских языков", К., 1960.
- Об ударении в языке сибирских татар в связи с ударением в современном татарском литературном языке // Проблемы тюркологии и истории русского востоковедения". К., 1960.
- Некоторые особенности преподавания родного языка в условиях восточного диалекта татарского языка // Вопросы диалектологии тюркских языков. К., 1960.
- Об особенностях фразеологических оборотов". — Ж. «Советская школа». К., 1960.
- Диалект западносибирских татар" (монография). Уфа, 1963.
- Местные диалекты — надёжный источник для сравнительно-исторического изучения языков // Вопросы диалектологии тюркских языков". Баку, 1963.
- Лексико-фразеологические особенности восточного диалекта татарского языка // Материалы вузов Уральского экономического района. Языкознание". — Свердловск, 1963.
- Об ударении в языке сибирских татар // Проблемы тюркологии и истории востоковедения". К.:изд-во КГУ, 1964.
- Диалекты западносибирских татар". Дисс. на соиск. учен. степени докт. филолог. наук. Ташкент, 1965.
- Языковые контакты народов Поволжья и Урала" (монография). Уфа, 1970.
- Фразеология" (монография). Уфа, 1972.
- Современный татарский язык" (программа для студентов вузов). К.: изд-во Казанского госпединститута. 1974. (в соавторстве — с Закиевым М. З., Тумашевой Д. Г.)

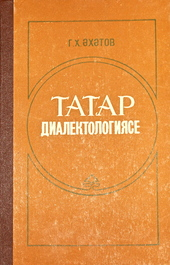
Первый в СССР учебник по татарской диалектологии (1984). Автор учебника — Г. Х. Ахатов

- Лексика современного татарского языка" (учебник для студентов вузов). Уфа, 1975.
- Татарская фразеология" (программа для студентов вузов). Уфа: изд-во БГУ, 1975.
- Диалект западносибирских татар в отношении к литературному языку". Уфа: изд-во БГУ, 1975.
- Использование диалектных данных для сравнительно-исторического изучения тюркских языков // Советская тюркология и развитие тюркских языков в СССР. Алма-Ата, 1976.
- Татарская диалектология. Диалект западно-сибирских татар" (учебник для студентов вузов). Уфа, 1977.
- Полисемантичные слова в татарском языке" (программа спецкурса для студентов вузов). Уфа, изд-во БГУ, 1977.
- Татарская диалектология. Средний диалект" (учебник для студентов вузов). Уфа, 1979.
- О составлении фразеологического словаря татарского языка" (монография). Уфа, 1979.
- Арский подговор заказанского говора татарского языка".-Сб. ЧувГУ им. И. Н. Ульянова, Чебоксары, 1979.
- Лексикология современного татарского литературного языка" (монография). К.,1979.
- Мишарский диалект татарского языка" (учебник для студентов вузов). Уфа, 1980.
- Источники построения исторической диалектологии татарского языка // Лингвистическая география и проблемы истории языка". Нальчик, 1981.
- Мензелинский говор татарского языка".-Сб. ЧувГУ им. И. Н. Ульянова, Чебоксары, 1981.
- Об основных признаках парных слов // Советское финно-угроведение. Талинн, 1981, № 2.
- Диалекты и топонимия Поволжья" (межвузовский сборник). Чебоксары: изд-во ЧувГУ им. И. Н. Ульянова. 1981. (в соавторстве — с Корниловым Г. Е.)
- Фразеологический словарь татарского языка" (монография). К., 1982.
- Современный татарский литературный язык" (монография). К.,1982.
- Антонимы и принципы создания первого в татарском языке словаря антонимов" (монография). Уфа, 1982.
- Татарская диалектология" (учебник для студентов вузов), К.,1984.
- О природе двойного отрицания в тюркских языках кыпчакско-булгарской подгруппы // Советская тюркология. 1984, № 3.
- Крылатые слова. — Ж. «Ялкын». К., 1985, № 11.
- О законе спаривания слов в тюркских языках // Turcologica. — М., 1987.
- Unsere vielsprachige Welt"/NL, Berlin, 1986.
- Linguistik im Bund mit Computer"/NL, Berlin, 1986.
- Лексика татарского языка" (учебное пособие для студентов вузов и колледжей). К.,1995.

## Участие в научных конференциях и симпозиумах

Президиум II Всесоюзной тюркологической конференции — делегаты (слева направо): академик А. Н. Кононов, профессора Б. Ч. Чарыяров, С. К. Кенесбаев, Ю. Д. Дешериев, Н. А. Баскаков, Г. Х. Ахатов, Е. И. Убрятова. Алма-Ата, 1976

Г. Х. Ахатов принимал активное участие как организатор и основной (приглашённый) докладчик во всех (более 50) наиболее значимых съездах, конгрессах, конференциях, симпозиумах, совещаниях по предмету своих научных исследований. Наиболее актуальные из них:
- Всесоюзная научная конференция, посвящённая годовщине опубликования труда И. В. Сталина «Марксизм и вопросы языкознания» (на базе Московского государственного университета им. М. В. Ломоносова). — г. Москва, 1951 г.
- I Всесоюзное совещание-конференция по диалектологии тюркских языков. — г. Баку, 1956 г.
- Всесоюзное координационное совещание по вопросу диалектологии тюркских языков. — г. Баку, 1956 г.
- Всесоюзное совещание-конференция по диалектологии тюркских языков. — г. Казань, 1958 г.
- Всесоюзная межвузовская научная конференция по проблемам тюркологии и истории востоковедения (на базе Казанского университета). — г. Казань, 1960 г.
- III Всесоюзное совещание по диалектологии тюркских языков. — г. Баку,1960 г.
- XXVIII Международный Конгресс Востоковедов. — г. Москва, 1960 г.
- IV Всесоюзное совещание по диалектологии тюркских языков. — г. Фрунзе, 1963 г.
- Всесоюзная конференция языковедов «Взаимодействие и взаимообогащение языков народов СССР». — г. Казань, 1964 г.
- Тюркологическая конференция. — г. Ленинград, 1967 г.
- Тюркологическая конференция. — г. Ленинград, 1970 г.
- XIV Всесоюзная конференция по финно-угроведению «Вопросы финно-угроведения» (Институт языкознания Академии наук СССР). — г. Саранск, 1972 г.
- VII Всесоюзная конференция по диалектологии тюркских языков («Маловские чтения»). — г. Алма-Ата, 1973 г.
- XXIX Международный Конгресс Востоковедов. — г. Париж (Франция), 16-22 июля (Приглашённый доклад) = XXIX International Congress of Orientalists (Paris, July 16-22, 1973).
- VII Тюркологическая конференция. — г. Ленинград, 1975 г.
- II Всесоюзная тюркологическая конференция. — г. Алма-Ата, 1976 г.
- Всесоюзная научная конференция, посвящённая 70-летию со дня рождения Лауреата Ленинской премии, Героя Советского Союза, поэта Мусы Джалиля. — г. Казань, 1976 г.
- Всесоюзная научная конференция, посвящённая 90-летию со дня рождения Г. Ибрагимова. — г. Казань, 1977 г.
- III Всесоюзная тюркологическая конференция. — г. Ташкент, 1980 г.
- Юбилейная Всесоюзная конференция «Маловские чтения: С. Е. Малову — 100 лет». (на базе Института истории, филологии и философии Сибирского отделения Академии наук СССР). — г. Новосибирск, 1980 г.
- Всесоюзная научная конференция, посвящённая 80-летию со дня рождения Х. Такташа. — г. Казань, 1980 г.
- IX Всесоюзная конференция по диалектологии тюркских языков. — г. Уфа, 1982 г.
- XIII Международный Конгресс Лингвистов. — г. Токио (Япония), 1982 г. = The 13th International Congress of Linguists. — 1982, Tokyo, Japan;
- Всесоюзное совещание-конференция по вопросам совершенствования преподавания лингвистических дисциплин в вузах. — г. Чебоксары, 1984 г.
- IV Всесоюзная тюркологическая конференция. — г. Ашхабад, 1985 г.